# USS Wadsworth (DD-60)
USS Wadsworth (Destroyer No. 60) później (DD-60) – amerykański niszczyciel typu Tucker zbudowany dla United States Navy w czasie I wojny światowej. Nazwa okrętu pochodziła od Alexandra Scammela Wadswortha.
Stępkę okrętu położono w stoczni Bath Iron Works w Bath (Maine) w lutym 1914 roku, został zwodowany w kwietniu roku 1915. Okręt miał 96,1 metra długości i 9,1 metra szerokości. Jego wyporność standardowa wynosiła 1060 długich ton (1110 t). Był uzbrojony w 4 działa kal. 102 mm i 8 wyrzutni torpedowych kal. 533 mm. Był to pierwszy amerykański niszczyciel napędzany przez główne turbiny parowe za pośrednictwem reduktora, system okazał się udanym i znacząco wpłynął na projekty kolejnych amerykańskich niszczycieli.
Po wejściu do służby w lipcu 1916 roku „Wadsworth” służył w patrolach neutralności w pobliżu wschodniego wybrzeża USA i na Karaibach. Po tym, jak Stany Zjednoczone w kwietniu 1917 przystąpiły do I wojny światowej, niszczyciel został okrętem flagowym pierwszej eskadry niszczycieli amerykańskich wysłanej na wody europejskie. Patrolował Morze Irlandzkie, bazując w Queenstown (Irlandia). W pierwszych miesiącach służby w Europie okręt stoczył kilka walk z U-bootami. W marcu 1918 roku został przeniesiony do Brestu (Francja), gdzie spędził resztę wojny.
Po powrocie do Stanów Zjednoczonych pod koniec 1918 roku „Wadsworth” przeszedł pięciomiesięczny przegląd i remont. W maju służył jako okręt strażniczy podczas próby lotu transatlantyckiego, przeprowadzonej przez cztery łodzie latające Curtiss należące do US Navy. Po dwóch latach spędzonych w ograniczonej służbie niszczyciel został przywrócony do pełnej służby w maju 1921 roku. W czerwcu 1922 roku został wycofany ze służby i prawie 14 lat spędził stojąc w rezerwie w Philadelphia Naval Shipyard. W styczniu 1936 roku został skreślony z listy jednostek floty, w czerwcu sprzedany, a w sierpniu zezłomowany.

## Projekt i budowa
„Wadsworth” został zatwierdzony do budowy w 1913 roku jako jednostka typu Tucker, które, podobnie jak okręty typu O’Brien, były ulepszoną wersją niszczycieli typu Cassin, zatwierdzonych do budowy w roku 1911. Budowa okrętu została przydzielona stoczni Bath Iron Works z Bath, w której uzyskał numer stoczniowy 64. Stępkę położono 23 lutego 1914 roku. Czternaście miesięcy później, 29 kwietnia 1915 roku, okręt został zwodowany, a matką chrzestną została Juanita Doane Wells. Patronem okrętu został komodor Alexander Scammel Wadsworth (1790–1851), oficer US Navy z wojny amerykańsko-brytyjskiej.
W przeciwieństwie do innych okrętów typu Tucker, mających różne układy turbin parowych i silników parowych, „Wadsworth” został zaprojektowany według układu, który stał się prototypem dla innych okrętów – składającego się z dwóch turbin parowych Curtisa. Według Conway’s All the World’s Fighting Ships, 1906–1921 projekt miał znaczący wpływ na projekty amerykańskich niszczycieli powstałe po 1915 roku. Planowano, że po zainstalowaniu turbiny mogły wygenerować moc 17 500 shp i rozpędzić okręt do prędkości 29,5 węzła. Okręt jednak osiągnął na próbach prędkość 30,67 węzła przy 16 100 shp i wyporności 1050 długich ton. System przekładni obniżył ilość obrotów śrub do 460 na minutę, co znacznie poprawiło wydajność pracy układu napędowego. Zapas paliwa wynoszący 326 ton pozwalał osiągnąć zasięg 5640 mil przy prędkości 16 węzłów.
Główna artyleria okrętu składała się z 4 dział kal. 102 mm L/50 Mark 9. Każde działo ważyło ponad 2800 kg. Działa wystrzeliwały 15-kilogramowe pociski przeciwpancerne z prędkością początkową 880 m/s. Przy podniesieniu luf równym 20° pociski miały zasięg 14 560 metrów.
„Wadsworth” był także wyposażony w osiem wyrzutni torped kal. 533 mm. General Board of the United States Navy nawoływała do umieszczenia po dwa działa przeciwlotnicze na każdej jednostce typu Tucker, a także zapewnienia możliwości postawienia 36 min morskich. Źródła nie podają jednak, czy te rekomendacje zostały wprowadzone w życie na „Wadsworth” lub innej jednostce tego typu.

## Początek służby
USS „Wadsworth” wszedł do służby w United States Navy 23 lipca 1915 roku w Boston Navy Yard. Pierwszym dowódcą został Lieutenant Commander Joseph K. Taussig. Po przejściu prób i ćwiczeniach w strzelaniu torpedami w pobliżu Newport, w październiku niszczyciel pełnił służbę w pobliżu wybrzeża Nowej Anglii. Do jego obowiązków należał udział w patrolach neutralności, które miały zapewniać neutralność USA w związku z toczącą się od roku I wojną światową. 7 stycznia 1916 roku okręt opuścił Provincetown, by wziąć udział w corocznych manewrach na wodach Karaibów. Po postoju w Norfolk, 15 stycznia dotarł do Culebra Island (Indie Zachodnie). W rejonie tym brał udział w trzymiesięcznym okresie gier wojennych, ćwiczeń i manewrów. W czasie pobytu na Karaibach odwiedził na Kubie Guantanamo Bay, Zatokę Guacanayabo, Manzanillo i Santiago de Cuba. 10 kwietnia okręt opuścił Guantanamo Bay i popłynął na północ, zatrzymując się w Nowym Jorku na pięć tygodni. Do Newport wrócił 21 maja i wznowił operacje wzdłuż wybrzeża Nowej Anglii. Następny rok wyglądał podobnie – w lecie „Wadsworth” prowadził operacje wzdłuż północno-wschodniego wybrzeża USA, a następnie uczestniczył w zimowych manewrach Floty na Karaibach.
Po zakończeniu drugiej serii zimowych manewrów na Karaibach, wiosną 1917 roku niszczyciel wrócił na północ do Hampton Roads. Gdy realna stała się perspektywa włączenia się Stanów Zjednoczonych do I wojny światowej, okręt, wraz z jednostkami siostrzanymi, rozpoczął patrolowanie rejonu Norfolk–Yorktown, by zabezpieczać bazy i jednostki pływające przed potencjalnym atakiem niemieckich okrętów podwodnych.

## I wojna światowa
6 kwietnia 1917 roku, gdy Stany Zjednoczone oficjalnie przystąpiły do I wojny światowej, „Wadsworth” stał na kotwicy w Yorktown wraz z resztą floty. Niszczyciel prawie natychmiast przepłynął do Nowego Jorku, by zostać przygotowany do podroży do Europy i służby wojennej. 24 kwietnia okręt opuścił Nowy Jork jako okręt flagowy pierwszego sześciookrętowego dywizjonu skierowanego do Wielkiej Brytanii. 4 maja wprowadził USS „Porter” (DD-59), USS „Davis” (DD-65), USS „Conyngham” (DD-58), USS „McDougal” (DD-54) i USS „Wainwright” (DD-62) do Queenstown w Irlandii. Następnego dnia rozpoczął patrolowanie południowych podejść do Morza Irlandzkiego.
Pierwsze lato spędzone na wodach europejskich było najbardziej aktywnym okresem w wojennej historii okrętu. Po raz pierwszy jego załoga spostrzegła U-boota 18 maja, mniej niż dwa tygodnie po rozpoczęciu patroli z Queenstown. Pomimo natychmiastowego ataku okręt podwodny zanurzył się i uciekł. Trzy dni później niszczyciel wyłowił rozbitków ze storpedowanego i zatopionego dzień wcześniej HMS „Paxton”. 7 czerwca niszczyciel spostrzegł kolejny okręt podwodny wroga, ale ten także zanurzył się i uciekł. Pomiędzy 24 i 27 czerwca „Wadsworth” służył jako część eskorty pierwszego amerykańskiego konwoju z żołnierzami, który dotarł do Europy. Nie uzyskał potwierdzonych zatopień okrętów podwodnych wroga, w dwóch kolejnych akcjach 10 i 11 lipca przeprowadził jedynie bezskuteczne ataki bombami głębinowymi. Podobnie zakończył się atak artyleryjski 20 lipca. Ta zła passa odmieniła się dopiero następnego dnia, kiedy spostrzegł podwójny peryskop U-boota. Niszczyciel przeprowadził kolejny atak bombami głębinowymi. W czasie tego ataku jedna z eksplozji była mocniejsza niż inne, po niej na powierzchnię wypłynęła czerwono-brązowa substancja. Wskazywało to, że atak zakończył się uszkodzeniem okrętu podwodnego, nie ma na to jednak żadnych innych dowodów.

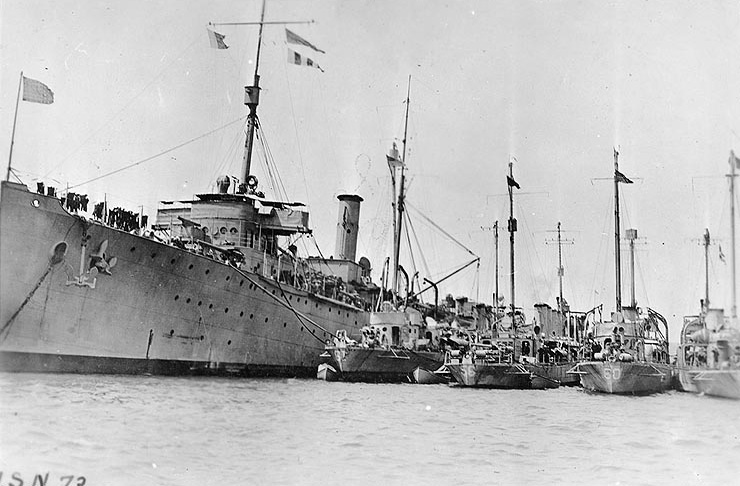
„Wadsworth” (drugi od prawej) i inne niszczyciele zakotwiczone w pobliżu okrętu – bazy niszczycieli USS „Melville” (AD-2) w Queenstown w 1917 r.

„Wadsworth” swój czwarty atak bombami głębinowymi przeprowadził 29 lipca. Około 17.25 zrzucił kilka bomb na przedmiot wyglądający jak okręt podwodny próbujący się zanurzyć. Podejrzenie, że U-boot został uszkodzony, zostało poparte pojawieniem się dużej ilości ropy na powierzchni wody w miejscu ataku. Na krótko przed 23.00 okręt zaatakował podobny cel. Było zbyt ciemno, by ocenić rezultat ataku, ale niedługo później USS „Trippe” (DD-33) uderzył w zanurzony metalowy obiekt, co spowodowało, że okręt nabrał chwilowo 10-stopniowego przechyłu. Później operator radiowy z niszczyciela „Wadsworth” przechwycił wiadomości przesyłane przez pół godziny z pokładu niemieckiego okrętu podwodnego, co mogłoby sugerować, że niszczyciel mógł uszkodzić wroga. Jednak, podobnie jak w przypadku ataku z 21 czerwca, nie ma definitywnych dowodów na potwierdzenie skuteczności ataku. Na początku sierpnia okręt zakończył swój letni okres dużej aktywności, eskortując pierwszy amerykański konwój jednostek handlowych w jego ostatniej części podróży do Europy. W czasie tej misji 16 sierpnia niszczyciel zaatakował niezidentyfikowany obiekt, co do którego załoga powzięła podejrzenie, że jest okrętem podwodnym.
Przez dalszą część wojny jego spotkania z przeciwnikiem były nieregularne. Następny kontakt z wrogim okrętem podwodnym zdarzył się dopiero 17 grudnia i, podobnie jak w przypadku poprzednich, zakończył niepotwierdzonym uszkodzeniem wroga. Pierwsze miesiące 1918 roku nie przyniosły spotkań z U-bootami, choć „Wadsworth” nadal był bardzo aktywny w eskorcie konwojów i patrolowaniu wód brytyjskich.
Na początku marca 1918 roku okręt zmienił miejsce przydziału. 4 marca dotarł do Brestu we Francji, skąd operował przez resztę wojny. W czasie tego okresu zanotował dwa spotkania z niemieckimi okrętami podwodnymi: pierwszy 1 czerwca, a drugi 25 października. W obu sytuacjach zrzucił bomby głębinowe, załoga nie uzyskała jednak pewnego dowodu zniszczenia bądź uszkodzenia wroga. Wojna zakończyła się 11 listopada 1918 roku, gdy Niemcy zaakceptowały alianckie warunku zawieszenia broni.

## Okres powojenny

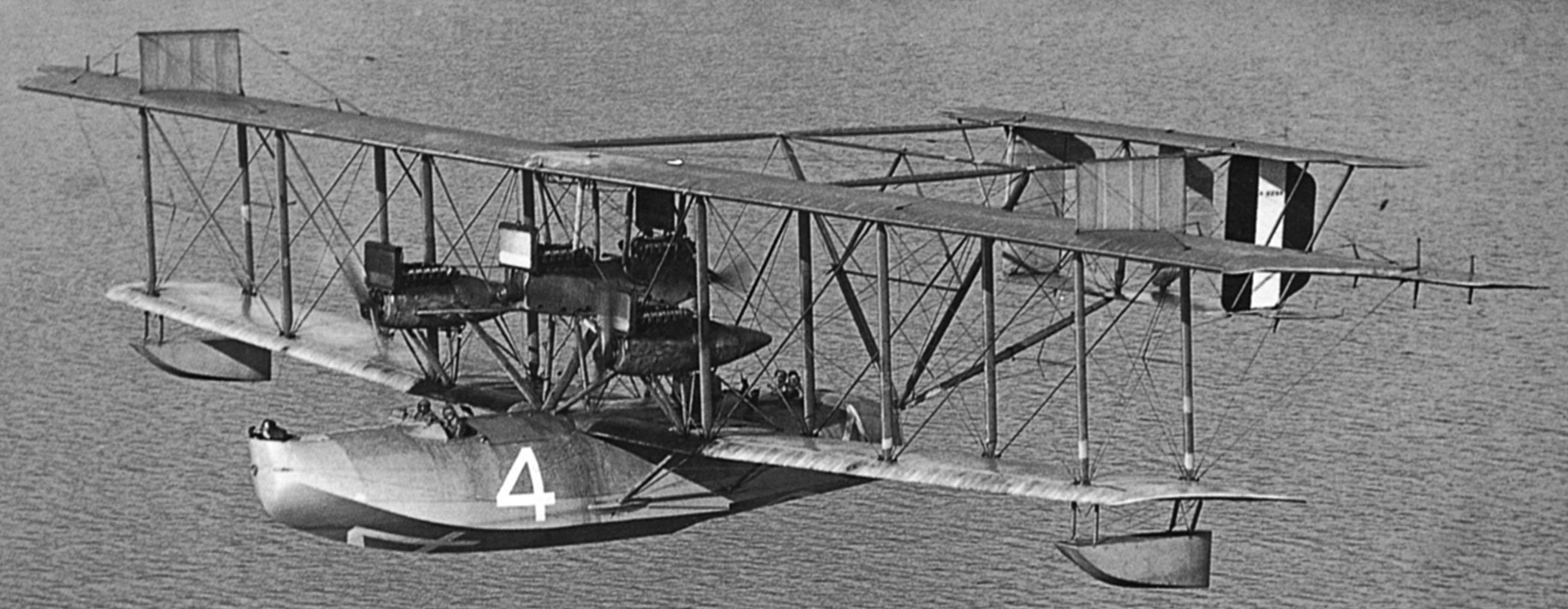
„Wadsworth” służył jako okręt strażniczy w czasie transatlantyckiego przelotu podjętego w 1919 m.in. przez łódź latającą NC-4 (Curtiss NC).

31 grudnia 1918 roku niszczyciel wypłynął z Brestu w rejs powrotny do Stanów Zjednoczonych. Do Bostonu zawinął 9 stycznia 1919 roku. Po przejściu dużego przeglądu i remontu wyszedł w morze 1 maja, by służyć jako jeden z okrętów rozstawionych po oceanie, mających nadzorować lot czterech łodzi latających Curtiss NC, z których jednej – NC-4 – udało się przelot zakończyć sukcesem. Następnie wrócił do domu i operował wzdłuż wschodniego wybrzeża USA w lecie 1919 roku. 29 sierpnia „Wadsworth” został przeniesiony do ograniczonej służby (ang. reduced commission) w Filadelfii, gdzie pozostał przez prawie dwa lata. 9 maja 1921 roku niszczyciel wrócił do pełnej służby i ponownie operował wzdłuż wschodniego wybrzeża USA.
Ponad rok później, 3 czerwca 1922 roku, „Wadsworth” został wycofany ze służby w Philadelphia Naval Shipyard. Okręt pozostawał w rezerwie do 7 stycznia 1936 roku, gdy jego nazwa została skreślona z rejestru floty. Został sprzedany na złom 30 czerwca 1936 roku, a proces rozbiórki rozpoczął się w sierpniu.